# Jenseits der Spree
Jenseits der Spree è una serie televisiva tedesca di genere poliziesco prodotta da Studio Central e trasmessa dal 2021 sull'emittente ZDF. Interpreti principali sono  Jürgen Vogel, Elisabeth Baulitz, Seyneb Saleh, Oleg Tichomirov e Aybi Era.
La serie si compone quattro stagioni, per un totale di 24 episodi: il primo episodio, intitolato Blutsbande, venne trasmesso in prima visione televisiva il 21 settembre 2021.

## Trama
Protagonista della serie è una squadra di poliziotti del quartiere berlinese di Köpenick, capitanata da Robert Heffler, che si avvale della collaborazione di Katharina Koblinkski e Kay Freund per risolvere vari casi di omicidio. Nella vita privata, Heffler è un padre single, che vive con le tre figlie Stella, Carlotta ed Emmi.

## Episodi
| Stagione         | Episodi | Prima TV Germania | Prima TV Italia |
| ---------------- | ------- | ----------------- | --------------- |
| Prima stagione   | 4       | 2021              | inedita         |
| Seconda stagione | 6       | 2022              | inedita         |
| Terza stagione   | 6       | 2023              | inedita         |
| Qurta stagione   | 8       | 2024              | inedita         |

## Personaggi e interpreti
- Comm. Capo Robert Heffler, interpretato da Jürgen Vogel (s. 1-presente).[1][2]
- Katharina Koblinski, interpretata da Elisabeth Baulitz (s. 1-presente).[1][2]
- Simon Asmus, interpretato da Oleg Tichomirov (s. 1-presente).[1][2]
- Mavi Neumann, interpretata da Aybi Era (s. 2-presente).[1]
- Comm. Capo Kay Freund, interpretato da Seyneb Saleh (s. 1-2).[1]
- Stella Heffler, interpretata da Luna Jordan (s. 1-presente).[1][2] È una delle tre figlie del Commissario Heffler.[2][3]
- Carlotta Heffler, interpretata da Lea Zoë Voss (s. 1-presente).[1][2] È una delle tre figlie del Commissario Heffler.[2][3]
- Emmi Heffler, interpretata da Bella Bading (s. 1-presente).[1][2] È una delle tre figlie del Commissario Heffler.[2][3]
- Tanja Heffler, interpretata da Janna Striebeck (s. 4-presente).[1]
- Veronika Schäfer, interpretata da Anne Müller (s. 1-3).[1]
- Josefa Anheimer, interpretata da Ceci Chuh. (s. 2-3).[1]

## Produzione
In origine, la serie avrebbe dovuto intitolarsi Abschnitt 66. A partire dalla quarta stagione, la serie è diventata un crossover de Il commissario Lanz.

## Ascolti
La stagione di maggiore successo è stata la seconda, che totalizzò una media di 5.400.000 telespettatori con uno share del 20,2%, seguita dalla prima, che totalizzò una media di 5.240.000 telespettatori con uno share del 19,4%. La terza stagione totalizzò una media di telespettatori inferiori rispetto alle altre due (5.200.000 telespettori), ma uno share superiore (20,3%).